# A Full Vindication of the Measures of Congress und The Farmer Refuted

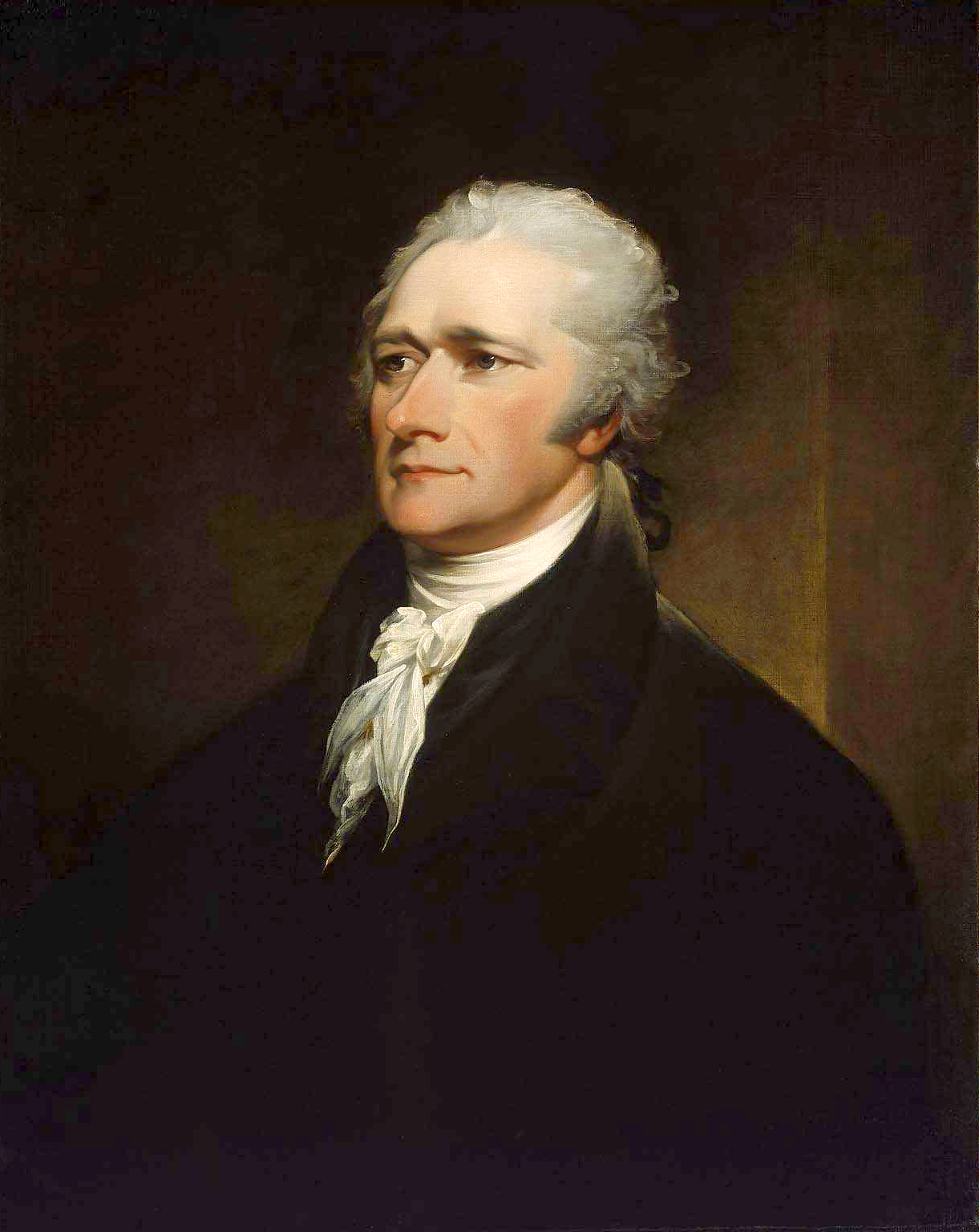
Alexander Hamilton, der „Friend to America“ (Ölgemälde von John Trumbull, 1806)

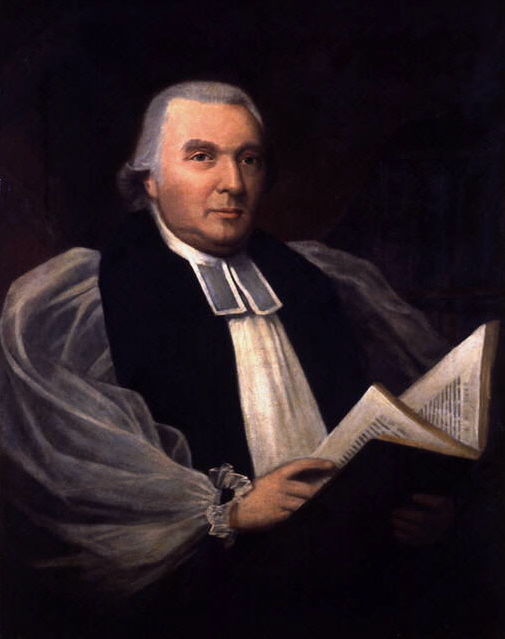
Samuel Seabury, der „Westchester Farmer“ (Ralph Earl, 1785)

A Full Vindication of the Measures of Congress und The Farmer Refuted sind zwei Essays und das Erstlingswerk vom späteren Gründervater und damaligen Kings-College-Studenten Alexander Hamilton unter dem Pseudonym „A Friend to America“, die die patriotische Position der Amerikanischen Revolution vertraten. Diese verfasste er im Rahmen einer Diskussion mit dem Loyalisten Samuel Seabury, der unter dem Pseudonym „A Westchester Farmer“ die Essays Free Thoughts on the Proceedings of the Continental Congress, An Alarm to the Legislature of New York, The Congress Canvassed und A View of the Controversy between Great-Britain and her Colonies schrieb.

## Hintergrund
Nach den „Intolerable Acts“, mit denen das Britische Parlament die Dreizehn Kolonien und insbesondere die Hafenstadt Boston für die Boston Tea Party bestrafte, sammelten sich die Kolonien im Kontinentalkongress, der die Maßnahmen protestierte. Er entschied sich für ein komplettes Embargo - Also keine Importe noch Exporte von der Kolonialmacht. Viele Tories, also Loyalisten zur Kolonialmacht, kritisierten dieses Embargo scharf. Myles Cooper, der Präsident vom Kings College, bezeichnete die Bürger Großbritanniens als die glücklichsten der Erde; Das Verhalten der Kolonisten sei inakzeptabel. Zusammen mit anderen amerikanischen Klerikern war er einer der wichtigsten Kritiker des Kongresses.

## Verlauf
Zu diesen Kritikern gehörte der episkopalischer Priester Samuel Seabury, der unter dem Pseudonym „A Westchester Farmer“ loyalistische Essays zu schreiben. Das erste war Free Thoughts on the Proceedings of the Continental Congress, welches am 16. November 1774 in der Presse des Druckers James Rivington, dem New-York Gazetteer, veröffentlicht wurde. Es richtet sich an die Bauern von New York. Seabury machte seine Position klar, das die Aktionen des Kontinentalkongresses zum Ruin der Agrarkultur und dem Handel von New York führen würde. Dies sei ein Plan des Kongresses, um die Kolonien in die Unabhängigkeit und in eine Republik zu führen. Seaburys zweites Essay war The Congress Canvassed, welches am 28. November veröffentlicht wurde und sich an die Händler von New York richtete. Er verschärfte seine Kritiken vom Kontinentalkongress: Sie seien zu sehr von einer Revolution begeistert um gute Untertanen zu sein. Ihre Diskussionen seien betrunkene Rasereien. Ihre angenommene Macht der Legislative würde sogar zur Unabhängigkeit führen, die Seabury aufs schärfste verurteilt.
Die Essays gab dem Kings-College-Studenten Alexander Hamilton, der erst neulich in die Dreizehn Kolonien von der Karibik eingewandert war, einen literarischen Gegner, gegen den er argumentieren konnte. Am 15. Dezember 1774 veröffentlichte der New York-Gazetteer seinen 35-seitigen Essay A Full Vindication of the Measures of Congress unter dem Pseudonym „A Friend to America“. Hamilton argumentierte auf der gleichen Linie wie viele andere Patrioten zu dieser Zeit, so forderte er Keine Besteuerung ohne Vertretung. Den Embargo verteidigte er; Die Kolonialmacht würde bald wegen sich anhäufenden Schulden einknicken. Deshalb seien kurzzeitige ökonomische Probleme in Kauf zu nehmen. Unabhängigkeit, die Seabury als das Ziel der Patrioten sah, sei lächerlich. Viele Historiker sehen den Stil Hamiltons in A Full Vindication als noch nicht so ausgeprägt wie in seinen späteren Essays. Ron Chernow zufolge zeigte Hamilton aber schon einen Teil seines Talents mit Hamiltons Argumenten des Naturrechts und den eigentlichen Kolonialgesetzen.
Seaburys Antwort zu A Full Vindication war A View of the Controversy between Great-Britain and her Colonies, dem längsten der Essays des „Westchester Farmers“, sowie An Alarm to the Legislature of New York. In A View of the Controversy ist Seaburys Hauptthese, dass Widerstand gegenüber dem Parlament und Loyalität zum König Georg III., was viele Whigs zu dieser Zeit ausübten, „whiggischer Nonsens“ und unvereinbar sind. Zwar hätten die Kolonisten Gründe zum Widerstand gegen das Parlament, doch würde das Parlament keineswegs die Kolonisten versklaven. Des Weiteren macht Seabury genaue Angaben für einen Plan zur Ausgleichung zwischen Kolonialmacht und Kolonie, der noch aus der Zeit des Stamp Acts stammte und damals sehr populär war. 1775 würde dieser Plan den Patrioten aber wie verschleierte Tyrannei vorkommen. In An Alarm to the Legislature of New York forderte er von der Legislatur von New York die Abschaffung der Regelungen des Kontinentalkongresses.
Dem antwortete „A American Friend“ mit dem am 23. Januar 1775 veröffentlichten 80-seitigen Essay The Farmer Refuted. The Farmer Refuteds Argumentation ähneln oft den Argumenten von A Full Vindication.
Zwar wollte Seabury als Antwort noch den Essay The Republican Dissected: or the Anatomy of an American Whig, doch verhinderte der Ausbruch des Amerikanischen Unabhängigkeitskrieges die Veröffentlichung des Essays.

## Rezeption

### Zeitgenössische Bewertung
Patrioten wurden von Seaburys Essays empört: Sons-of-Liberty-Mitglieder verbrannten viele Kopien. Einige wenige Kopien wurden sogar symbolisch geteert und gefedert. Hamiltons Essays wurden hingegen besser aufgenommen: Gerüchte erahnten Hamiltons Autorenschaft, doch lehnten dies viele ab. Stattdessen wurden John Jay und andere prominente Patrioten als Autoren vorgeschlagen.

### Historische Bewertung
Die Essays besitzen als literarisches Debüt des Gründervaters Alexander Hamilton, aber auch als Quelle für die Ideologie der Föderalisten, eine besondere Bedeutung. Die literarische Qualität des Essays wird von Historikern aber oft bemängelt. Besonders der noch ungeübte Stil und die Nutzung vieler fast klischeehaftigen Whig-Argumenten Hamiltons werden von vielen Historikern kritisiert. Ron Chernow zufolge zeigt Hamilton aber schon sein späteres literarisches Talent mit seinen genauen Nachforschungen über britisches Gesetz.